# Balassagyarmat
Balassagyarmat (en eslovaco: Balážske Ďarmoty) es una ciudad en el norte de Hungría. Fue el origen de Nógrád comitatus.

## Geografía
La ciudad se emplaza a la orilla izquierda del río Ipoly, fronteriza con Eslovaquia. La ciudad tenía una población de 17,906 habitantes en 2001.

## Gente Famosa
- Josef Dobrovský (1753–1829)
- Márk Rózsavölgyi hu (1789–1848)
- Károly Bérczy (1821–1867)